# We Are Golden
We Are Golden è un brano musicale del cantante Mika, estratto come primo singolo dal suo secondo album in studio The Boy Who Knew Too Much.

## Il brano
We Are Golden è stata prodotta e mixata da Greg Wells e vede la partecipazione del coro gospel di Andrae Crouch. Il singolo ha debuttato su BBC Radio 2 il 20 luglio 2009 ed è stato reso disponibile per il download digitale e su CD dal 6 settembre 2009. In un'intervista rilasciata a Q Magazine, Mika ha descritto il brano descrivendolo "aggressivo, ma in modo positivo".

## Il video
Il video musicale prodotto per We Are Golden è stato girato tra il 9 e il 10 luglio agli Elstree Studios ed è stato diretto dal regista svedese Jonas Åkerlund. La prima del video è avvenuta il 4 agosto 2009 sul canale televisivo britannico Channel 4. Nel video, Mika danza nella propria stanza indossando soltanto biancheria intima, "in onore a tutti gli anni dell'adolescenza in cui Mika ballava da solo nella propria cameretta". In tre scene compaiono delle bandiere: sono quelle di Regno Unito, Francia e Libano, le tre "patrie" di Mika. Egli infatti è nato a Beirut (Libano) ed è cresciuto in Francia e in Inghilterra.

## Tracce
CD
1. We Are Golden - 3:57
2. We Are Golden (Calvin Harris Remix) - 3:34

iTunes single
1. We Are Golden - 3:57
2. Blue Eyes (Live from Sadler's Wells) - 3:34

iTunes extended play
1. We Are Golden - 3:57
2. We Are Golden (Calvin Harris Remix – club mix) - 6:28
3. We Are Golden (Mirwais – Vocal Mix)- 6:12
4. We Are Golden (Don Diablo Dub) - 6:11
5. We Are Golden (Bob Sinclar's Big Room Remix) - 6:38
6. We Are Golden (Acoustic Version)- 3:09

12" vinyl
1. We Are Golden (Calvin Harris Club Remix)
2. We Are Golden (Calvin Harris Dub Remix)
3. We Are Golden (Mirwais Dub Remix)
4. We Are Golden (Don Diablo Vocal Remix)

Limited edition, numbered, gold 7" vinyl
1. We Are Golden
2. We Are Golden (Jokers Of The Scene Remix)

Remixes EP
1. We Are Golden (Calvin Harris Vocal)
2. We Are Golden (Calvin Harris Dub)
3. We Are Golden (Don Diablo Remix)
4. We Are Golden (Don Diablo Dub)
5. We Are Golden (Mirwais Remix)
6. We Are Golden (Mirwais Dub)
7. We Are Golden (Jokers of the Scene Remix)

## Cronologia delle pubblicazioni
| Paese       | Data             | Formato             |
| ----------- | ---------------- | ------------------- |
| Regno Unito | 20 luglio 2009   | Airplay radiofonico |
| Regno Unito | 6 settembre 2009 | Download digitale   |
| Regno Unito | 7 settembre 2009 | CD singolo          |
| Italia      | 24 luglio 2009   | Airplay radiofonico |

## Classifiche
| Classifica (2009)   | Posizione più alta |
| ------------------- | ------------------ |
| Italia              | 3                  |
| Regno Unito         | 4                  |
| Belgio (Fiandre)    | 7                  |
| Belgio (Vallonia)   | 9                  |
| Australia           | 10                 |
| Svizzera            | 11                 |
| Irlanda             | 14                 |
| Paesi Bassi         | 15                 |
| Giappone            | 15                 |
| Austria             | 17                 |
| Francia             | 19                 |
| Norvegia            | 19                 |
| Classifica mondiale | 21                 |
| Germania            | 29                 |
| Svezia              | 30                 |
| Portogallo          | 35                 |
| Spagna              | 37                 |